# 莫利諾 (佛羅里達州)
莫利諾（英語：Molino）是位於美國佛羅里達州艾斯康比亞縣的一個人口普查指定地區。

## 地理
莫利諾的座標為30°43′10″N 87°19′32″W / 30.71944°N 87.32556°W，而該地最高點為海拔高度11米（即36英尺）。

## 人口
根據2010年美國人口普查的數據，莫利諾的面積為318.30平方千米，當中陸地面積為18.00平方千米，而水域面積為0.30平方千米。當地共有人口1277人，而人口密度為每平方千米4人。